# Valsgärde

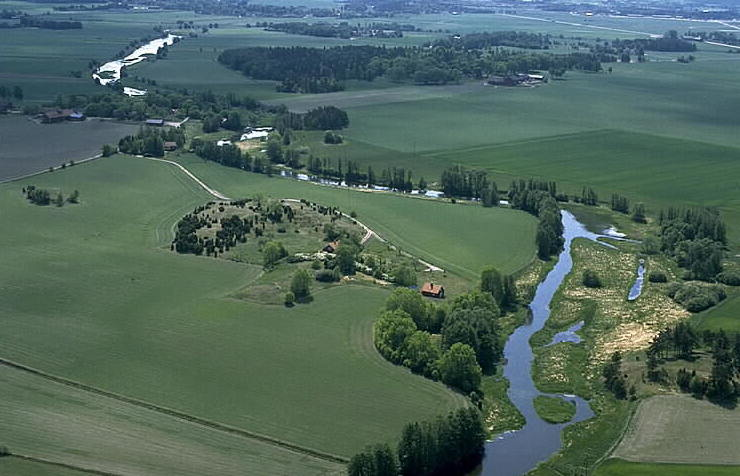
Flygfoto av Valsgärde gravfält med omgivning.

Valsgärde är en gård vid Fyrisån, ca 3 km norr om Gamla Uppsala, belagd från 1541 ('Valdzgierde'). Platsen är främst känd för det vendel- och vikingatida gravfältet med 15 båtgravar.

## Gravfältet Valsgärde
Gravfältet från vendeltiden ligger nära Valsgärde Gård på en moränkulle intill Fyrisån. Gården och dess namn har ingen karaktär av stormannagård som ansluter till platsens äldre betydelse, snarare kan den ha uppstått på medeltiden på ett område vars äldre ursprung fallit i glömska. Kullen var även under vendeltid omgiven av uppodlad slättmark och utgjorde ett landmärke både till lands och när man färdades på ån.
Platsen användes som gravplats redan under århundradena kring Kristi födelse. I slutet av 500-talet eller början av 600-talet anlades den första av de båtgravar som platsen är berömd för. Ungefär en person för varje generation är lagd i en båtgrav, vilket förmodligen markerar en status som bara en person åt gången kunde inneha. Gravskicket skiljer sig kraftigt från det för tiden normala dels genom de ovanligt rika gravgåvorna, dels att kroppen och gravgåvorna inte är kremerade. Andra som begravts på samma gravfält har kremerats, men även de gravarna skiljer sig från det brukliga genom att de inte har markerats genom högar eller med stenar.

## Arkeologi på platsen

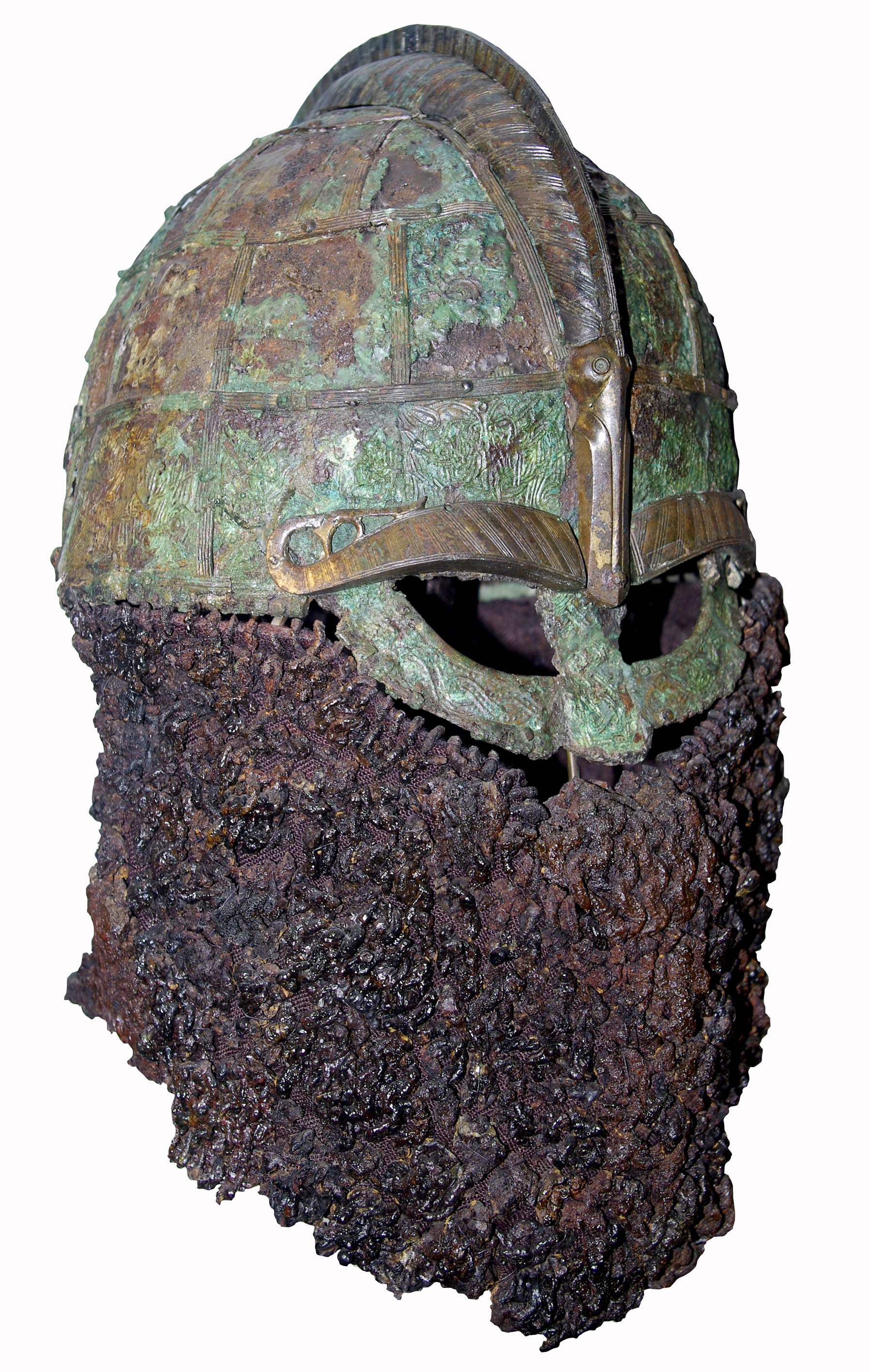
Prakthjälm från båtgrav 8.

Sedan man vid olika tillfällen råkat påträffa fynd i anslutning till gården utförde man 1926 en besiktning av området, och fann då ett flertal långsmala försänkningar i kullen där gården var belägen, vilka tydde på att här fanns båtgravar av samma slag som de som tidigare påträffats i Vendel.
Från 1928 fram till mitten av 1950-talet utförde arkeologiska institutionen vid Uppsala universitet årligen återkommande undersökningar här, varvid gravfältet totalundersöktes. Totalt omfattade gravfältet ett 80-tal gravar, av vilka de äldsta gravarna var obrända lik i kistor. Ett 60-tal gravar var enkla brandgravar, och de yngsta kristna kistbegravningar. Mest uppmärksamhet tilldrog sig dock de femton båtgravarna. Alla kroppar i båtgravarna var män.
I båtgravarna har man gjort fynd av ovanligt välbevarade rester av färgglatt sidentyg, vilket hövdingarna hade begravts i. Tyget kommer från området Sogdiana öster om Kaspiska havet, men även från Kina.
På 1950-talet lokaliserades även platsen för bebyggelsen som gravfältet hörde till. På 1990-talet gjordes en arkeologisk utgrävning som fann resterna efter en stor hallbyggnad, typisk för stormannagårdar. Hallen låg på en upphöjd terrass som gjort att den höjt sig markant över annan bebyggelse och den omgivande slätten.

## Båtgravarna

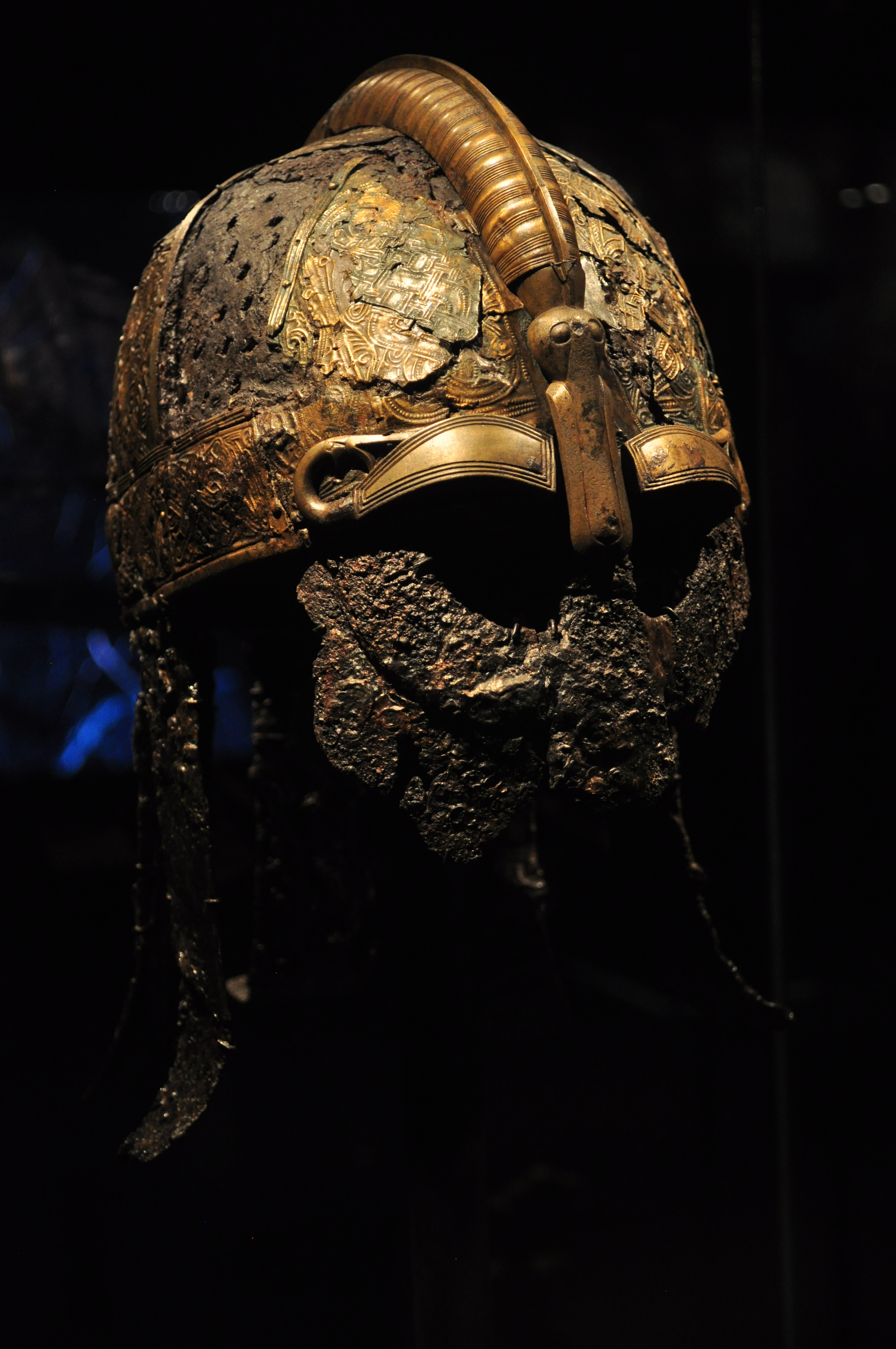
Prakthjälm från båtgrav 5.

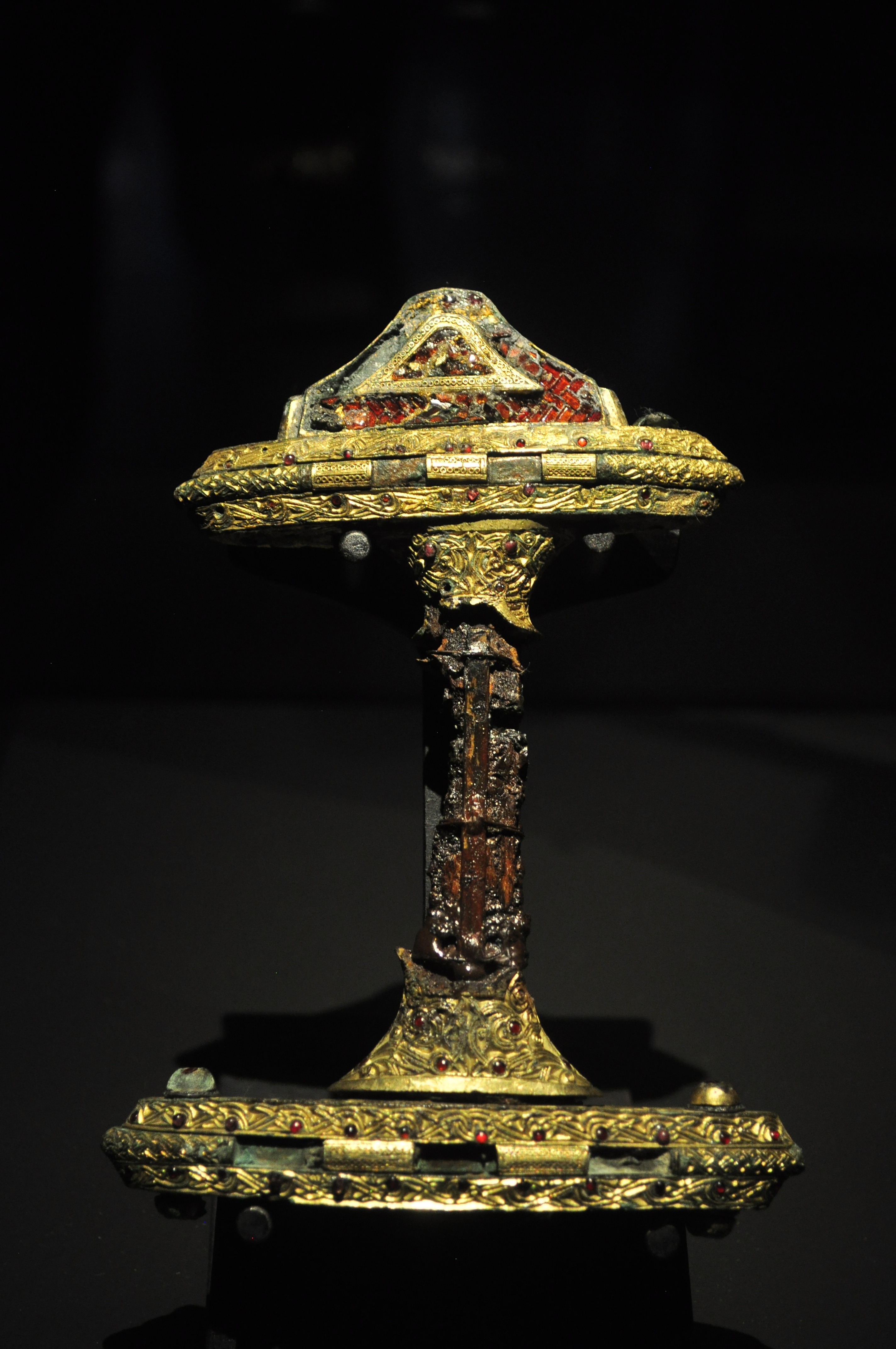
Svärdshjalt.

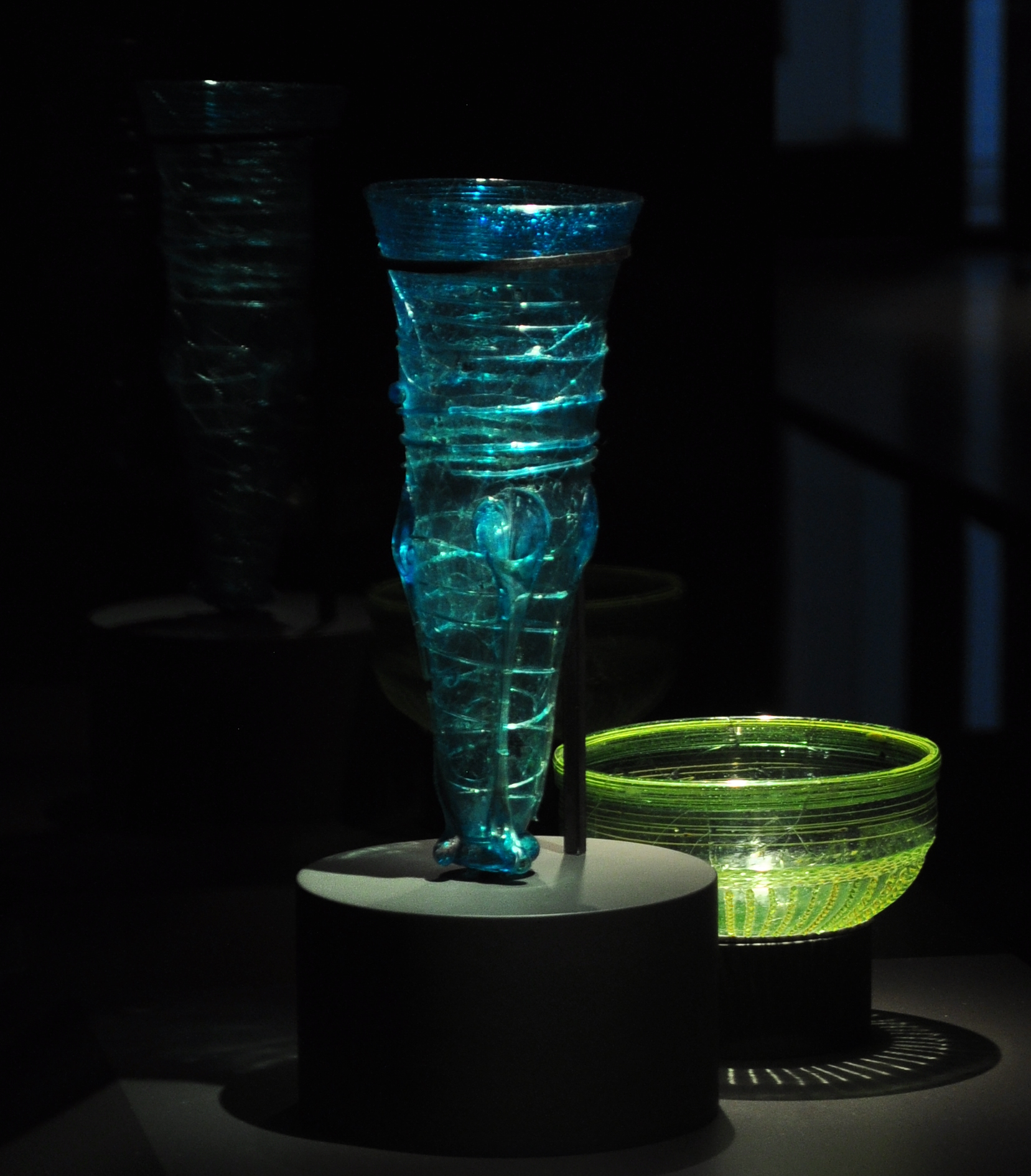
Glasskål och glasbägare från båtgrav 6.

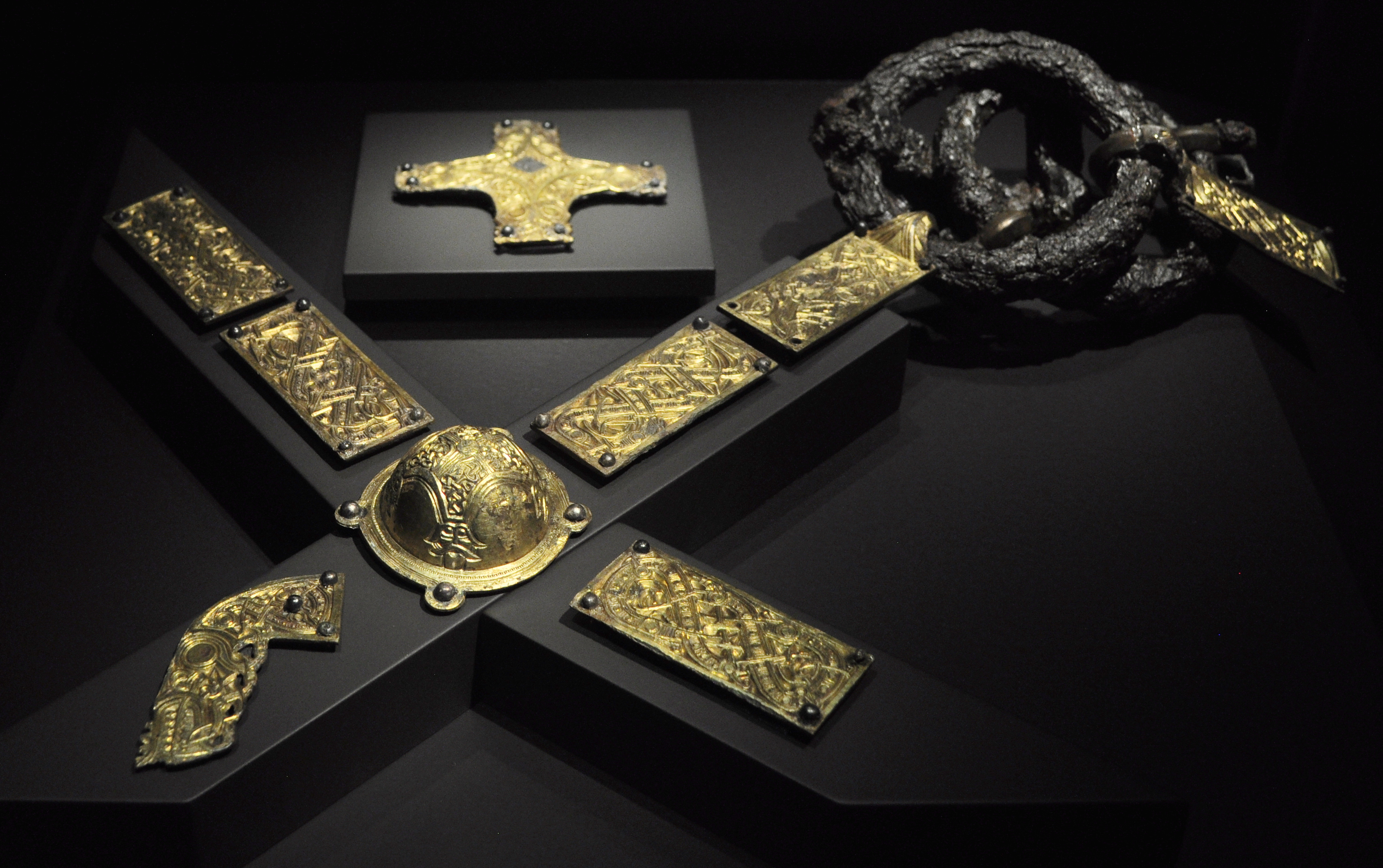
Hästutrustning från båtgravarna 6 och 7.

### Grav 5
Rymde en klinkbyggd båt, 11,7 meter lång med omkring 425 järnnitar. Den hade plats för 4–5 par roddare. Den begravde låg mitt i båten på ett mjukt underlag och hade troligen en mantel över sig. På sin vänstra sida hade han ett svärd och två skramasaxar samt en glasbägare. I bältet fanns även en kniv. En sköld låg över honom och ytterligare två fanns lutade mot båtens reling. Hjälmen låg nedanför fötterna. Vid ena kanten av båten fanns ett kastspjut. Tre betsel låg vid mannens fötter, därintill en stekgaffel. 18 pilar, troligen samlade i ett koger hade troligen sällskap av en pilbåge.
Vid båtens ena sida fanns en kittel med upphängningsanordning, en eldbock samt en yxa och en sax. Intill kitteln fanns resterna av vad som bör ha varit hans proviant, nötköttsdelar, en och en halv gris, lite hästkött samt möjligen rester av grågås. Norr om båten låg två hela hästkroppar och en ko begravda och söder om båten fanns fyra hundar begravda.
Graven dateras till 700-talet.

### Grav 6
Rymde en klinkbyggd båt av granträ, omkring 10 meter lång med omkring 350 järnnitar. Den hade plats för 4–5 par roddare. Den begravde låg på en bädd av fjädrar i båtens akter. På sin vänstra sida hade han två svärd, en skramasax, två glasbägare, och på sin högra sida ytterligare en skramasax. Kroppen och utrustningen förefaller ha varit täckt av någon slags täcken.
Mot relingen stod sköldar lutade. Över sköldarna fanns rester av textilier och mattor av näver, som tolkats som ett tält. Vid den dödes fötter låg två betsel samt två buntar med pilar. Vidare fanns en verktygskista, en kittel med upphängning, grytgaffel och stekspett, en glasskål, spelbräde med spelbrickor, ett svärdgehäng och två bälten, ett spjut, ett skrin, en hjälm samt därtill en häst och 2–3 hundar. Utanför båten låg en häst och en oxe.
Graven dateras till omkring 750.

### Grav 7
Rymde en klinkbyggd båt av ekträ, 8,5 meter låg, sammanfogad med ca 520 nitar. Den hade plats för 3–4 par roddare. Den begravde låg i båtens akter i en vagnskorg på ett fjäderbolster med en kudde. Till vänster om honom låg ett svärd och en skramasax och till höger ännu ett svärd med gehäng och en skramasax samt ett koger med pilar. Över kroppen låg tre sköldar. En dryckesbägare i trä och ett dryckeshorn låg till vänster om honom samt två mindre dryckeshorn längre bak i skeppet. Norr om kroppen låg en hjälm, möjligen ursprungligen förvarad i en korg eller kista. Sydväst om den döde mot förskeppet låg en yxa, en ullsax, en tåg och ett hundkoppel, samt ytterligare småsaker i ett skrin med lås och nyckel, samt ytterligare småsaker som kammar och träskålar. I ett läderfodral nära hans bälte fanns en pincett, eldstål och reservbrodd. Tillsammans med rester efter djur fanns ytterligare två samlingar av pilar, spelbrickor med bräde och tärningar. I båten låg även en lans.
I förskeppet låg köksutrustning med spett, stekpanna, kittel med upphängningsanordning, stekspett, grytgaffel och tre träämbar. Bland provianten fanns ben efter nöt, svin, får, gås och gädda. I graven hittade även ben av orre, fjälluggla och and. Även hasselnötter påträffades bland provianten. Vid förstäven låg dessutom en ko, fyra hästar (3 hingstar och en valack) och en gris begravda hela. Hästarna var alla fullt betslade och försedda med broddar, en var även sadlad.
Graven dateras till omkring 675.

### Grav 8
Rymde en klinkbyggd båt huvudsakligen av granvirke, 9 meter lång och med omkring 440 nitar. De hade plats för 4–5 roddare. Den begravde var placerad på en bolsterbädd med täcke och kudde. Två sköldar täckte hans ben. Under sköldarna återfanns två skrin, det ena med rustningsdelar, det andra med olika småredskap. Två buntar pilar låg även under den ena skölden. En hjälm var också placerad vid fotändan. Vid sin vänstra sidan hade den döde en glasbägare, framför fotändan ytterligare två dryckeskärl samt minst fem träskålar. Här fanns även en verktygslåda med bryne, kniv, ullsax, kam, eldstål, pincett, järntråd och harts. I båtens förände fanns ett spelbräde, spelbrickor och ett skrin. Här fanns även en kittel med upphängning och en grytgaffel. I förskeppet fanns även en hund med koppel. Två broddade hästar, dock endast den ena betslad, låg utanför ena sidan, och framför förskeppet en ko.
Graven dateras till cirka 625-650.

### Grav 13
Rymde en klinkbyggd båt, 9,8 meter lång. Den döde hade placerats något akter om båtens mitt. Den döde och en stor del av utrustningen täcktes av 4 kvadratmeter stort gulgrönt filtliknande material, rester av någon slags textil. En orangegul pärla hörde möjligen till dräkten. På hans kropp låg en fibula av brons med inläggningar av emalj. En sköld låg ovanför hans huvud, i båtens akter fanns ännu en sköld. På hans vänstra sidan låg ett svärd med stora delar av träslidan bevarad. Två buntar pilar låg nära båtens mitt. I båtens för fanns ett betsel med emaljinläggningar samt en verktygslåda med ullsax, hammare samt oanvända hästbroddar. Här fanns även rester av proviant med ben av fisk, fågel, får och nöt samt spelbrickor. I rad utanför båten låg tre hästar, alla broddade och två med grimmor.
Graven dateras till 800-talet.